# Script (Unix)
script ist ein Kommandozeilenprogramm unter Unix und unixoiden Betriebssystemen, das alle Ein- und Ausgaben eines Terminals in eine Datei aufzeichnet.

## Benutzung
Das Programm wird in der Unix-Shell wie folgt benutzt:
```
$ script [Datei]
```

Weitere Optionen sind möglich.
Je nach verwendeter Unix-Shell kann das Programm und die Aufzeichnung mit Strg + D oder Strg + C beendet werden. Die gesamte Ein-/Ausgabe steht anschließend in mit dem Parameter Datei angegebener Datei zur weiteren Verarbeitung zur Verfügung.

## Funktionsweise
script generiert nach dem Start ein Pseudoterminal und sorgt dafür, dass alle weiteren Ein- und Ausgaben in eine Datei geschrieben und die Ausgaben zusätzlich auf dem ursprünglichen Terminal ausgeben werden und ruft danach eine Shell mit dem neu erzeugten Pseudoterminal auf. Nachdem diese Shell verlassen wird, beendet sich auch script, und die Aufzeichnung ist beendet.
Die Aufzeichnung der Ein- und Ausgaben geschieht ungefiltert, so dass auch Steuerzeichen wie Backspace oder die Neupositionierung des Terminal-Cursors als Bytes aufgezeichnet werden.